# Troisième République (Portugal)
Pour les articles homonymes, voir Troisième République et République portugaise.
 (avril 2024).
 (avril 2024).
Si vous disposez d'ouvrages ou d'articles de référence ou si vous connaissez des sites web de qualité traitant du thème abordé ici, merci de compléter l'article en donnant les références utiles à sa vérifiabilité et en les liant à la section « Notes et références ».
1974 — 
 51 ans, 3 mois et 25 jours
Entités précédentes :
- Deuxième République (Estado Novo)

La Troisième République portugaise (en portugais : Terceira República Portugesa) est le régime politique qui se met en place au Portugal après la révolution des Œillets du 25 avril 1974, au moment du vote de la nouvelle constitution de 1976. Il s'agit d'un régime démocratique succédant au régime autoritaire d'António de Oliveira Salazar et Marcelo Caetano, l'Estado Novo.

## Processus révolutionnaire en cours
La période qui s'ouvre avec la chute de la dictature se caractérise par une constante instabilité et un risque de guerre civile qui dure presque un an : on désigne cette période sous le sigle PREC. Le pouvoir appartient dans un premier temps à la Junte de salut national qui forme un comité révolutionnaire chargé de gouverner le pays. De nombreuses mesures venant rompre avec le régime précédent vont être prises : une nouvelle constitution est élaborée, la censure interdite, la liberté d'expression garantie, les prisonniers politiques libérés tandis que les principales institutions de l'Estado Novo sont dissoutes. L'indépendance est accordée aux colonies africaines tandis que le pays tente une ouverture qui le mènera à adhérer à la Communauté économique européenne (CEE) en 1986. Durant cette période, le président de la République est d'abord António de Spínola à compter du 15 mai 1974, puis Francisco da Costa Gomes, élu à compter du 30 septembre 1974, après la démission de Spínola. Il aura deux Premiers ministres, Vasco Gonçalves, jusqu'au 19 septembre 1975, qui, limogé, est remplacé par José Baptista Pinheiro de Azevedo. Le 11 mars 1975, Spínola tente un coup d'État mais échoue ; il est exilé au Brésil le 15. Une semaine plus tard, le groupuscule d'extrême-droite Armée de libération nationale (Exército de Libertação de Portugal, ELP) tente lui aussi un coup depuis Madrid mais est désamorcé.
Un des deux moments les plus troubles de cette période de transition se déroulent d'abord en août 1975, quand le Groupe des Neuf (Grupo dos Nove), soit neuf officiers militaires modérés, publient un manifeste (intitulé Aliança Povo/MFA. Para a construção da sociedade socialista em Portugal) soutenant la cause des socialistes ; puis, le 25 novembre 1975, échoue une tentative de coup d'État organisée par des groupuscules d'extrême gauche. Cependant, ce coup sera dénoncé par Gonçalves comme étant selon lui une provocation montée de toutes pièces par des para-commandos diligentés par le Groupe des Neuf, soldats qui bombardèrent entre autres Radio Renascença, d'obédience catholique, et ce dans le but de diviser le pays et de créer un climat d'insécurité.
En résumé, durant cette période, trois forces politiques sont en présence :
- les conservateurs-libéraux : au sein du corps militaire révolutionnaire de la Junte, représenté par Costa Gomes et Spínola, ainsi que dans le MFA par Ernesto Melo Antunes (en). Les civils qui en font partie sont des politiciens membre de l'Ala Liberal, groupe qui siège à l'Assemblée nationale (Assembleia Nacional) et appelle à une transition vers la démocratie ; parmi eux on trouve Francisco Sá Carneiro et Francisco Pinto Balsemão.
- les socialistes : réuni au sein du Parti socialiste portugais, en faveur d'une social-démocratie similaire au modèle européen dominant à cette époque, et ayant pour leader Mário Soares.
- les communistes : groupe favorable peu ou prou à la création d'un État proche des membres du Pacte de Varsovie. Au sein du MFA, certains militaires soutiennent cette cause tel Otelo Saraiva de Carvalho, tandis que le Parti communiste portugais est dirigé par Álvaro Cunhal.

## Premier gouvernement constitutionnel
Après une année de troubles pendant laquelle le pays semble hésiter sur la voie à suivre, celui-ci se donne finalement un cadre démocratique : la nouvelle Constitution est adoptée le 2 avril 1976 et des élections libres sont organisées. Ramalho Eanes est élu président de la République au suffrage direct le 27 juin 1976. Le premier gouvernement constitutionnel est formé le 16 juillet 1976 sous l'autorité de Mário Soares. 
Ces années sont marquées par une situation économique difficile et par le retour des réfugiés d'Afrique (près de 700 000 personnes). Le gouvernement doit composer avec une majorité fragile et un Parti communiste fort. La question de la réforme agraire divise particulièrement la classe politique. Le gouvernement s'engage néanmoins dans une politique d'austérité tout en faisant appel au soutien international. Le 21 septembre 1976, le pays pose sa candidature d'adhésion à la Communauté économique européenne (CEE).
Malgré l'aide internationale, la situation se dégrade encore. Les attaques contre le gouvernement viennent autant de la droite que du Parti communiste. Fin 1977, Soares sollicite un vote de confiance à l'assemblée. Le refus de cette confiance l'oblige à présenter sa démission. Soares parvient à former un nouveau gouvernement après un mois et demi de tractations avec le CDS. Le gouvernement tient quelques mois avant que les ministres de droite ne démissionnent le 23 juillet 1978.
La décision de Soares de poursuivre sa mission sans remplacer les ministres démissionnaires provoque la réaction brutale du président : il révoque le Premier ministre. Par cet acte, Eanes pose la question de la nature même du régime : parlementaire ou présidentiel ?
Sa décision de nommer par trois fois (de août 1978 à décembre 1979) un gouvernement d'initiative présidentielle semble faire pencher la balance du côté d'une présidentialisation du régime. 
La poursuite de la crise et l'hostilité de tous les partis politiques à cet ascendant du Président sur la vie politique précipitent la chute de ces gouvernements. De nouvelles élections législatives sont organisées le 2 décembre 1979.

## Retour des conservateurs
La coalition de droite l'Alliance démocratique, réunissant le PSD, le CDS et le Parti populaire monarchique, remporte les élections législatives et municipales de 1979. La coalition d'extrême gauche (APU) sort renforcée de ces élections au détriment du PS. Francisco Sà Carneiro est nommé Premier ministre. Il s'engage très vite dans une révision de la constitution visant à limiter le pouvoir du Président mais aussi à liquider certains acquis de la révolution. Il va sans dire qu'il trouve face à lui toute l'opposition de gauche ainsi que le Président. 
Le gouvernement profitant d'une certaine embellie économique lance quelques réformes sociales. De nouvelles élections viennent soutenir sa politique. La présidentielle se préparant, la coalition espère également se débarrasser de Ramalho Eanes. Sà Carneiro déclare même refuser de rester à son poste si celui-ci est réélu.  
Eanes est pourtant réélu dès le premier tour malgré les graves dissensions avec le gouvernement. Sa candidature réussit à rallier toute la gauche. Trois jours avant, Sà Carneiro disparaît dans un mystérieux accident d'avion.
Francisco Pinto Balsemão le remplace. Son goût pour le compromis apaise le climat politique. Il poursuit néanmoins l'œuvre de Sà Carneiro et la constitution finira par être révisée en 1982 : le président perd de son pouvoir. Le régime prend résolument la voie du parlementarisme. 
C'est en réalité au sein de sa majorité, qui le trouvent trop timorés, que Balsemão rencontre finalement le plus de difficultés. Il demande à démissionner (11 août 1981) avant que Eanes ne lui demande de former un nouveau gouvernement. 
Mais à nouveau la situation économique du pays se dégrade. Le gouvernement doit présenter un nouveau programme d'austérité. Son impopularité se traduit par un relatif recul de la coalition de droite aux élections municipales de 1982 qui amène Balsemão à démissionner encore une fois. Cette fois, le président décide de dissoudre l'assemblée.    

## Grande coalition
Des élections législatives sont organisées le 25 avril 1983. Malgré la victoire socialiste aucun parti n'obtient la majorité absolue : PS 36,12 %, PSD 27,24 %, CDS 12,56 % PCP 18,7 %. Les partis sont contraints à des alliances pour gouverner. Après de longues négociations, Mário Soares, se refusant à toute alliance avec le PC, forme une grande coalition inédite avec le PSD (le Bloc central) et devient Premier ministre. 
La situation économique et sociale reste la principale préoccupation de ce gouvernement. Soares annonce de nouvelles mesures d'austérité en échange d'un nouveau prêt du FMI. Le secteur privé s'ouvre aux capitaux privés. Au prix de tensions sociales et d'augmentation de la précarité, les déficits publics se réduisent peu à peu. 
Le pays voit ressurgir les attentats terroristes menés notamment par le FP-25 (Forces populaires du 25 avril), organisation déplorant l'abandon de l'esprit d'avril. L'arrestation d'Otelo de Carvalho, l'une des grandes figures de la révolution, soupçonné d'appartenir à cette organisation, provoque un grand émoi.     
Le gouvernement doit également faire face aux querelles internes à l'intérieur du PSD. En effet, l'ancien Premier ministre, Pinto Balsemão, bien que chef du parti, s'oppose à Aníbal Cavaco Silva. Cet ancien ministre des finances durant le gouvernement Sá Carneiro refuse de participer au nouveau gouvernement après la mort du Premier ministre. Il se considère comme le seul successeur légitime de Sá Carneiro.
Ramalho Eanes, ne pouvant briguer un troisième mandat mais n'étant pas prêt à quitter la vie politique, tente de former un parti au centre : le PRD (parti rénovateur démocratique) naît le 24 février 1985.
La coalition survit difficilement jusqu'aux élections de 1985. Mário Soares doit faire face aux critiques venant du PSD mais aussi de la présidence. Lorsqu'Aníbal Cavaco Silva finit par prendre la direction du PSD à Pinto Balsemão, il n'est plus question de collaborer avec le Parti socialiste (mai 1985). Tous les ministres PSD démissionnent le 12 juin 1985, provoquant aussi celle de Mário Soares. Eanes dissout l'assemblée. 

## Entrée dans la Communauté économique européenne
Une nouvelle ère s'ouvre pour le pays qui signe le 12 juin 1985 son adhésion à la CEE. C'est une victoire personnelle pour Mário Soares qui avait déposé une candidature dès 1977. L'écart économique entre le Portugal et les autres membres va demander dix ans de négociations. Durant le second mandat de Soares, à l'époque de la grande coalition, le gouvernement tente d'assainir l'économie. Le mécontentement provoqué par cette politique fait fuir de nombreux électeurs des partis de la coalition vers le PRD. C'est finalement en 1986, après avoir quitté l'AELE que le Portugal peut enfin adhérer à l'Union européenne. Depuis, le pays a par trois fois présidé le Conseil européen, la dernière fois en 2007, année de la signature du Traité de Lisbonne.

## Présidence de Mário Soares
Des élections législatives anticipées sont organisées le 6 octobre 1985 et voient la victoire du PSD. Aníbal Cavaco Silva devient Premier ministre. Le PRD de Ramalho Eanes réussit à faire élire 45 députés devenant une force menaçante pour le PS et le PSD. Le PSD doit gouverner seul sans majorité absolue au parlement.
Les élections municipales confirment encore la domination du PSD. Il reste l’élection présidentielle du 26 janvier 1986. Le PSD ne présente aucun candidat espérant avoir le soutien du CDS, dont le candidat sera Diogo Freitas do Amaral. 
Mário Soares remporte les élections parvenant à réunir autour de lui toutes les voix de gauche : il est le premier non-militaire élu président de la République depuis plus de 60 ans.

## Retour des socialistes au pouvoir

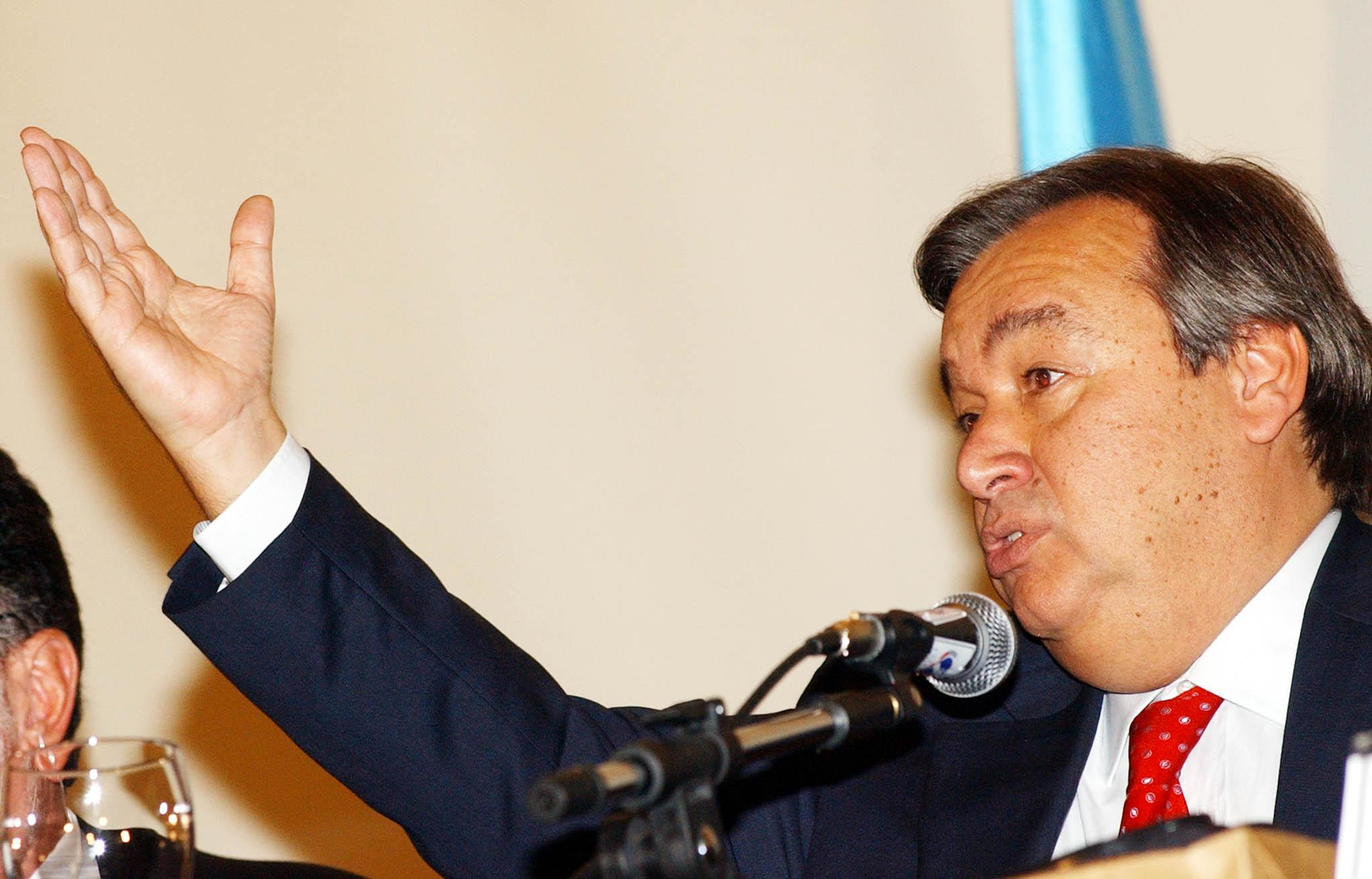
António Guterres.

António Guterres est nommé Premier ministre du Portugal par le président Mário Soares le 28 octobre 1995. Il est alors le premier socialiste à occuper ce poste depuis dix ans.
En 1996 a lieu l’élection présidentielle. Le candidat du PSD est l'ancien Premier ministre  Cavaco Silva. Il affronte le candidat socialiste et maire de Lisbonne, Jorge Sampaio. Celui-ci remporte l’élection avec 53,8 % des voix dès le premier tour. 
Cette période marquée par une forte expansion économique permet le développement de l'État providence. Le succès de l'exposition universelle organisée en 1998 à Lisbonne ajoute à la popularité de ce gouvernement. En 1999, le pays adhère à la zone euro et réalise la rétrocession de Macao à la Chine.
En octobre 1999 ont lieu les élections législatives qui voient la victoire des socialistes mais sans obtenir la majorité absolue. Le gouvernement d'António Guterres, jusque-là en position minoritaire au parlement, se voit renforcé par ces élections. C'est la première fois depuis 1974 qu'un gouvernement minoritaire, et qu'un Premier ministre socialiste, achève son mandat à échéance normale. Le jour du scrutin, il gagne 3 sièges, en détenant 115 sur 230.
Cette même année, Guterres succède au français Pierre Mauroy à la tête de l'Internationale socialiste. 
Ce second mandat, marqué par la présidence de l'Union européenne pendant le premier semestre de 2000, voit également un retournement défavorable de la conjoncture économique. Les conflits internes au Parti socialiste (PS) et l'écroulement du pont Hintze Ribeiro, qui cause la mort de 59 personnes en 2001, achèvent de laminer sa popularité. Ces échecs, qui masquent quelques réussites tel le premier sommet Union européenne-Afrique qu'il copréside, entraînent une déroute du PS aux élections municipales du 16 décembre 2001. Prenant acte de cette défaite, il démissionne « pour éviter que le pays ne tombe dans un bourbier politique » et demande la dissolution de l'Assemblée de la République. António Guterres remplacé bientôt par José Manuel Durão Barroso, se retire de la vie politique portugaise.

## Cohabitation

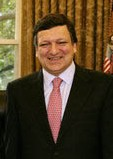
José Manuel Durão Barroso.

Le 1er janvier 2002, l'euro entre en vigueur au Portugal comme unité monétaire, remplaçant l'escudo portugais. 
Aux élections du 17 mars 2002, les socialistes perdent 6,3 % des voix et deviennent la deuxième force politique du pays. Les sociaux-démocrates augmentent leur voix de 8 %, atteignant les 40,21 % du total. Le PSD forme une coalition avec le Partido Popular (ancien CDS) avec José Manuel Durão Barroso comme premier ministre.
Durão Barroso met en place de nombreuses réformes plutôt conservatrices qui lui valent une certaine impopularité. Aux finances, il adopte le pacte de stabilité européen, appliquant de nombreuses mesures suivies dans les autres pays de l'union, comme la privatisation des entreprises publiques. Sur le plan international, il entame un rapprochement avec les États-Unis, le Portugal organisant même le Sommet des Açores qui décidera de la guerre en Irak.   
Le mandat du Président de la Commission européenne, Romano Prodi, se termine en 2004, celui-ci ne renouvelant pas son mandat, désirant retourner à la politique nationale italienne afin d'affronter le premier ministre de l'époque Berlusconi. Commence alors la recherche d'un successeur en Europe. Le premier ministre luxembourgeois Juncker part favori mais il refuse le poste, désirant poursuivre sa mission dans son pays. Les avis se divisent alors entre le candidat des libéraux, le président belge (soutenu par la France et l'Allemagne) et le conservateur Chris Patten. On recherche donc un candidat de compromis. Le 29 juillet 2004, les chefs d'état et de gouvernement se réunissent au Conseil européen et finissent par élire Durão Barroso. Celui-ci démissionne de son poste de premier ministre le 17 juillet 2004; le 18 novembre 2004, le Parlement européen le nomme officiellement Président de la Commission européenne.
C'est le maire de Lisbonne et porte-parole du PSD, Pedro Santana Lopes, qui lui succède.

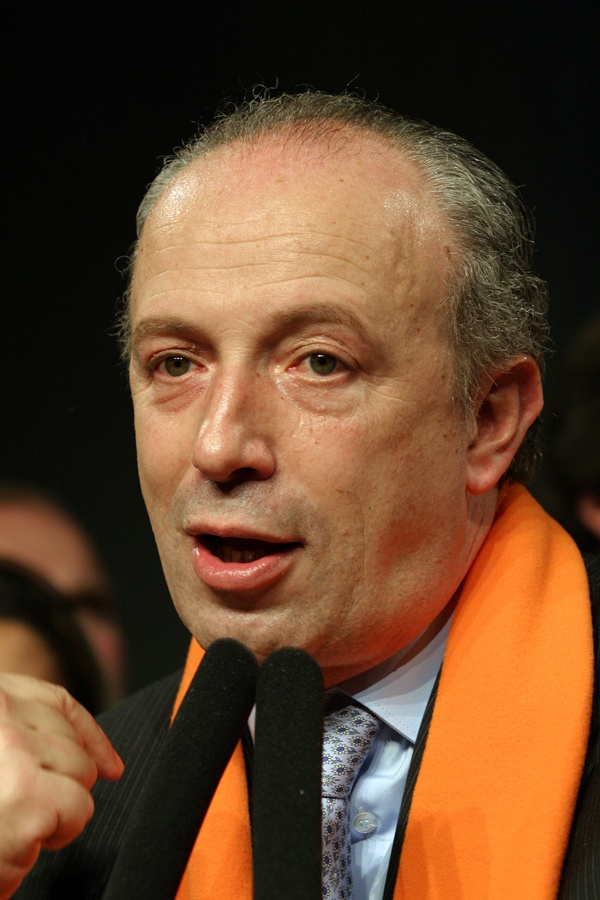
Pedro Santana Lopes.

Santana Lopes n'est pas très populaire au Portugal où sa personnalité est controversée. Même s'il est jugé sympathique, on l'accuse aussi de populisme et de démagogie. Durant son mandat de maire de Lisbonne, il sera accusé d'être un coureur de jupons (il avait au 5 enfants de 3 femmes différentes) et la haute bourgeoisie de Lisbonne l'appelait le Roi de la Nuit lisboète. 
Cette réputation lui valut des relations difficiles avec le premier ministre Barroso. À tel point qu'après sa nomination à la présidence de la Commission européenne, celui-ci ne fait rien pour soutenir la nomination de Santana Lopes. Le président de la République, Jorge Sampaio, reste longtemps sceptique mais il n'a d'autres choix que de nommer Santana Lopes Premier ministre. Le 17 juillet 2004 Santana Lopes, qui avait succédé à Durão Barroso à la présidence du PSD, devient Premier ministre.
Cette gouvernance marquée par la crise sera de courte durée. Il faut dire qu'il trouve des opposants dans son propre parti. Contrairement à son prédécesseur, Santana Lopes ne s'entend pas bien avec le président Jorge Sampaio, socialiste dont les idées sont contraires aux siennes. La cohabitation ne se déroule pas aussi bien cette fois. Santana Lopes décide de démissionner de son poste espérant provoquer de nouvelles élections qui clarifieraient les choses.

## Nouvelle cohabitation

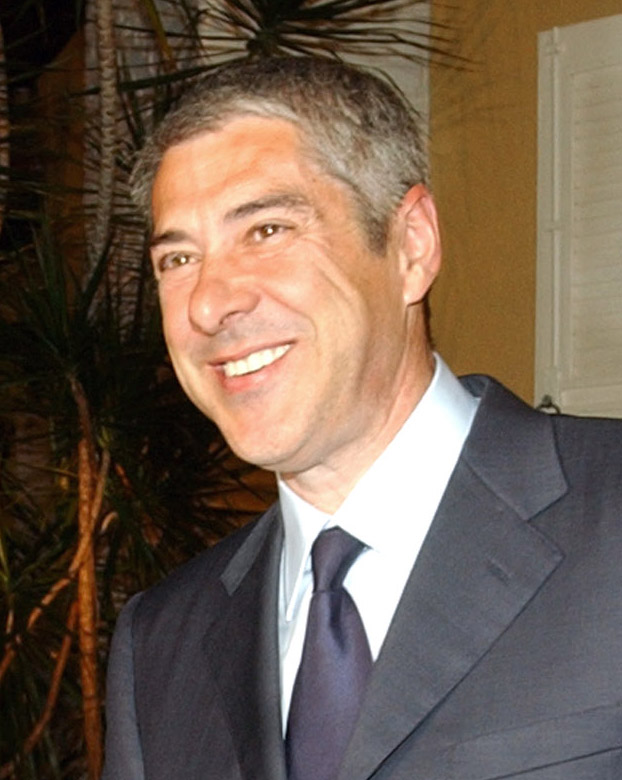
José Sócrates.

Les élections de 2005 provoquent un véritable séisme politique au Portugal avec la débâcle des conservateurs. Le PSD, avec un score de 29,6 % perd plus de 10 % des voix ne parvenant pas à réunir le tiers de l'électorat. Ceci s'explique par la mauvaise situation économique mais aussi par la personnalité de Santana Lopes. De nombreux électeurs centristes se tournent vers la gauche. C'est le Parti socialiste qui sort vainqueur du scrutin avec 46,41 % des voix, soit 8,6 % de plus. Pour la première fois, un gouvernement socialiste obtient la majorité absolue au parlement. Le Parti populaire, petit parti soutenant le PSD, fait encore moins bien qu'en 2002, obligeant Paulo Portas à renoncer à la direction du parti. Citons également le Bloco de Esquerda et le Parti communiste qui obtiennent quelques représentants à l'Assemblée.       
Le chef des socialistes, José Sócrates est nommé Premier ministre le 12 mars 2005. Durant une brève période, un président et un premier ministre socialistes sont à la tête du pays.  
Le 22 janvier 2006 a lieu l’élection présidentielle. Cavaco Silva, qui s'était retiré de la politique après son échec de 1996 et avait rejoint le conseil d'administration de la Banque du Portugal, tout en donnant des cours à la Faculté de Finances de l'Université catholique du Portugal, se présente comme candidat du PSD à la présidence de la république. Mário Soares se présente également. Cavaco Silva remporte l’élection au premier tour. Le pays entre alors dans une phase de cohabitation.   

## Crise
En 2009, de nouvelles élections législatives confirment la domination du PS portugais même si celui-ci n'a plus la majorité absolue. En effet, un premier plan d'austérité a mis à mal son autorité. Il faut dire que la situation financière du pays est critique. Le déficit public est passé en un an de 2,7 % à 9,4 % du PIB.
Bien que 2010 voit le déficit se réduire, l'effort reste encore trop faible malgré les discours du gouvernement qui affirme le contraire. Par ailleurs l'agitation sociale gagne le pays.
En mars 2011, la réalité le rattrape et le premier ministre José Socrates qui annonce un nouveau plan d'austérité pour faire face aux conséquences de la crise économique. L'opposition et le président de la République récusent les mesures préconisées ainsi que la méthode utilisée. José Socrates décide alors d'engager sa responsabilité sur le Pacte de stabilité et de croissance nationale auprès du parlement.
Son gouvernement compte en effet sur la responsabilité de l'opposition pour ne pas ajouter une crise politique à la crise économique et sociale du pays. Mais son plan est rejeté par tous les partis politiques (à gauche comme à droite) et Sócrates n'a pas d'autres choix que de présenter sa démission (23 mars 2011). Le président dissout l'assemblée et convoque des élections pour le 5 juin 2011. Avant même d'attendre le résultat des élections le gouvernement fait appel à l'aide européenne. En contrepartie un plan d'austérité drastique (privatisations, baisse des salaires de la fonction publique, plafonnement des aides sociales, augmentations des taxes)...est annoncé qui engage le prochain gouvernement quel qu'il soit.
L'opposition remporte les élections législatives. Pedro Passos Coelho est nommé Premier ministre. Il continue et renforce la politique d'austérité. 